# Tratado de Leoben

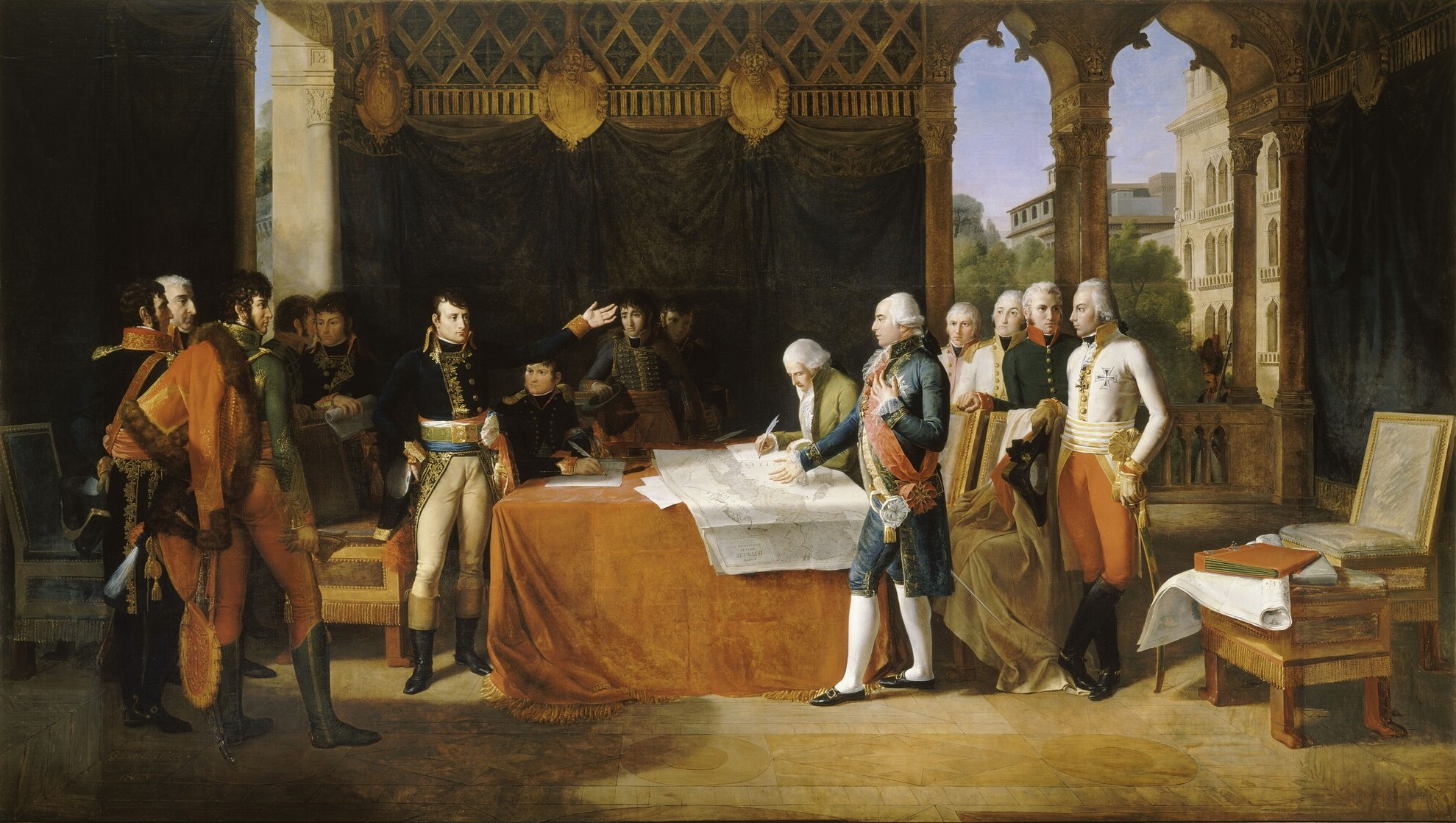
Esboço para uma pintura de 1806, a óleo sobre tela, conservada no Musée de Versailles. Representa uma das reuniões que conduziram ao Tratado de Leoben. Guillaume Guillon Lethière, 1806

O Tratado de Leoben  foi um armistício geral e um acordo de paz preliminar entre o Sacro Império Romano e a Primeira República Francesa que encerrou a Guerra da Primeira Coalizão. Foi assinado em Eggenwaldsches Gartenhaus, perto de Leoben, em 18 de abril de 1797 (29 germinal V no calendário revolucionário francês) pelo general Maximilian von Merveldt e o marquês de Gallo em nome do imperador Francisco II e pelo general Napoleão Bonaparte em nome do Diretório Francês. As ratificações foram trocadas em Montebello em 24 de maio, e o tratado entrou em vigor imediatamente.
Em 30 de março, Bonaparte estabeleceu seu quartel-general em Klagenfurt e de lá, em 31 de março, enviou uma carta ao comandante-chefe austríaco, arquiduque Carlos, solicitando um armistício para evitar mais perdas de vidas. Não recebendo resposta, os franceses avançaram até Judemburgo na noite de 7 de abril. Naquela noite, Charles ofereceu uma trégua por cinco dias, que foi aceita. Em 13 de abril, Merveldt foi para a sede francesa em Leoben. Solicitou a prorrogação do armistício para a assinatura de uma paz preliminar, que foi concedida, e foram elaboradas três propostas. A final foi aceita por ambos os lados e, em 18 de abril, em Leoben, a paz preliminar foi assinada. 
O tratado continha nove artigos públicos e onze artigos secretos. Nos artigos públicos, o imperador cedeu suas "Províncias Belgas" (os Países Baixos Austríacos), e nos artigos secretos, cedeu seus estados italianos (Lombardia) em troca das posses continentais italianas da República de Veneza, que ainda não haviam foi conquistado. Exceto por essas perdas pessoais para os Habsburgos governantes, o tratado preservou a integridade do Sacro Império Romano, ao contrário do Tratado ampliado de Campo Formio de 17 de outubro de 1797.
Nenhuma paz final entre o Sacro Império Romano e a França foi alcançada antes da eclosão da Guerra da Segunda Coalizão em 1799.